# Miloš Luković
Miloš Luković (in serbo Милош Луковић?; Belgrado, 18 novembre 2005) è un calciatore serbo, attaccante del Las Palmas, in prestito dallo Strasburgo, e della nazionale Under-21 serba.

## Biografia
Suo fratello Luka Luković è a sua volta un calciatore professionista.

## Carriera

### Club
Luković è cresciuto nel settore giovanile dell'IMT Belgrado con cui ha debuttato il 20 novembre 2021 nell'incontro di Prva Liga Srbija pareggiato per 1-1 contro il Radnički S. Mitrovica. Ha segnato il suo primo gol il 3 marzo 2022 contro il Kabel Novi Sad.
Al termine della stagione 2021-2022 ha vinto il titolo di capocannoniere ed ottenuto con il club la promozione in Superliga, concludendo il campionato al primo posto in classifica.
Il 13 gennaio 2024 è stato acquistato a titolo definitivo dallo Strasburgo, che lo ha lasciato in prestito al club serbo fino al termine della stagione.
Il 6 gennaio 2025 viene ceduto in prestito all'Heerenveen.
Il 14 agosto successivo va nuovamente in prestito, questa volta al Las Palmas, neoretrocesso in Segunda División.

### Nazionale
Ha giocato nelle nazionali giovanili serbe Under-19 ed Under-21.

## Statistiche

### Presenze e reti nei club
Statistiche aggiornate al 9 novembre 2024.
| Stagione            | Squadra             | Campionato          | Campionato | Campionato | Coppe nazionali | Coppe nazionali | Coppe nazionali | Coppe continentali | Coppe continentali | Coppe continentali | Altre coppe | Altre coppe | Altre coppe | Totale | Totale | Totale |
| Stagione            | Squadra             | Comp                | Pres       | Reti       | Comp            | Pres            | Reti            | Comp               | Pres               | Reti               | Comp        | Pres        | Reti        | Pres   | Reti   |        |
| ------------------- | ------------------- | ------------------- | ---------- | ---------- | --------------- | --------------- | --------------- | ------------------ | ------------------ | ------------------ | ----------- | ----------- | ----------- | ------ | ------ | ------ |
| 2021-2022           | IMT Belgrado        | 1L                  | 11+2       | 3+1        | CS              | 0               | 0               | -                  | -                  | -                  | -           | -           | -           | 13     | 4      |        |
| 2022-2023           | IMT Belgrado        | 1L                  | 35         | 15         | CS              | 2               | 1               | -                  | -                  | -                  | -           | -           | -           | 37     | 16     |        |
| 2023-2024           | IMT Belgrado        | SL                  | 30+7       | 13+4       | CS              | 1               | 1               | -                  | -                  | -                  | -           | -           | -           | 38     | 18     |        |
| Totale IMT Belgrado | Totale IMT Belgrado | Totale IMT Belgrado | 76+9       | 31+5       |                 | 3               | 2               |                    | -                  | -                  |             | -           | -           | 88     | 38     |        |
| 2024-2025           | Strasburgo          | L1                  | 2          | 0          | CF              | -               | -               | -                  | -                  | -                  | -           | -           | -           | 2      | 0      |        |
| Totale carriera     | Totale carriera     | Totale carriera     | 78+9       | 31+5       |                 | 3               | 2               |                    | -                  | -                  |             | -           | -           | 90     | 38     |        |

## Palmarès

### Club

#### Competizioni nazionali
- Prva Liga Srbija: 1

IMT Belgrado: 2022-2023

### Individuale
- Capocannoniere della Prva Liga Srbija: 1

2022-2023 (15 gol)
- Capocannoniere della Superliga: 1

2023-2024 (17 gol, a pari merito con Matheus Saldanha)